# Kaffeost
Kaffeost (übersetzt „Kaffeekäse“) ist ein schwedischer Käse aus Rentier-, Ziegen- oder Kuhvollmilch mit geschützter Ursprungsbezeichnung.
Der Name weist auf die traditionelle Verwendung des Käses hin, der in kleine Stücke geschnitten, in heißen Kaffee gegeben und zusammen mit dem Kaffee genossen wird.

## Herkunft
Das Herstellungsgebiet umfasst die nördlichsten Landesteile Norrbotten, Västerbotten, Lappland, Jämtland, Härjedalen und Ångermanland.
Das Gebiet ist geprägt von ausgedehnten Wäldern und Marschlandschaften. In den sehr kalten Wintern fallen die Temperaturen mehrere Wochen lang unter −20 °C und die Landschaft ist über einen langen Zeitraum schneebedeckt. Gleichzeitig ist am Polarkreis, der durch das Gebiet verläuft, die Zahl der jährlichen Sonnenstunden weltweit am höchsten, wobei die Sonnenstunden hauptsächlich im Sommer zu verzeichnen sind. Dieses führt zu einer außergewöhnlichen und intensiven Vegetationsperiode und einem hohen Nährstoffgehalt der Gräser und anderen Weidepflanzen. Das nährstoffreiche Schmalblättrige Weidenröschen (Chamaenerion angustifolium) ist in diesem Gebiet besonders verbreitet.
Das Herkunftsgebiet verfügt über umfangreiches Grünland, welches in den Sommermonaten als Weide oder für die Ernte von Futter für den Winter genutzt wird.
Die Rentierhaltung ist eine Tradition der Samen. Die Verwendung von Rentiermilch als Rohstoff für die Käseherstellung ist begrenzt, da das regelmäßige Melken der im Freien lebenden Rentiere in Schweden um 1930 schrittweise eingestellt wurde und heute nur noch in sehr begrenztem Umfang stattfindet. Im 20. Jahrhundert übernahmen Ziegen die Rolle des Rentiers als Milchlieferanten in der samischen Kultur.
Die sesshafte Bevölkerung nutzt seit langer Zeit Ziegen und Kühe als Milchlieferanten. Ziegen werden überwiegend im Freien gehalten, während Kühe nur mindestens zwei Monate im Freien gehalten werden müssen, in der kalten Jahreszeit aber im Stall bleiben und mit Futtermitteln und Konzentraten versorgt werden. Der Anteil des für den Getreideanbau geeigneten Ackerlandes ist im Herkunftsgebiet begrenzt, sodass dort kein Futterkonzentrat erzeugt wird.
Mindestens die Hälfte der jährlichen Futtermittel muss aus Grünfutter und Getreide aus dem Herkunftsgebiet bestehen. Getreide und andere Konzentrate werden bei Bedarf außerhalb des Gebiets zugekauft und hauptsächlich aus Südschweden bezogen.

## Herstellung
Historisch wurde der Käse nur im schneefreien Teil des Jahres, d. h. von etwa Mai bis September/Oktober während der Laktationszeit der Muttertiere erzeugt. Der Käse aus Rentier- oder Ziegenmilch ist weiterhin ein saisonales Erzeugnis, während die Kuhmilchvariante mittlerweile ganzjährig erhältlich ist.
Traditionell war der Käse für den raschen Verzehr vorgesehen. Hierzu wurde er getrocknet und im weiteren unbehandelt gelassen. Falls eine Reifung und Haltbarmachung gewünscht war, wurde er geräuchert oder gebacken. Nomaden  – hauptsächlich Samen – stellten den Käse aus Rentier- oder Ziegenmilch her und hängten ihn in das Rauchloch im Dach des traditionellen Zeltes Lavvu. Durch die im Zelt befindliche Feuerstelle stieg der Rauch hoch, wodurch der Käse getrocknet und geräuchert wurde. Sesshafte Landwirte verwendeten Kuh- oder Ziegenmilch zur Käseherstellung; zur Haltbarmachung wurde der Käse im Ofen gebacken.
Heute ist das Tiefkühlen die vorherrschende Methode der Haltbarmachung. Die ursprünglichen Konservierungsmethoden, die auf unterschiedlichen Lebensbedingungen beruhten, blieben dennoch erhalten und spielen heute vor allem unter Geschmacksaspekten eine Rolle. Jede Art von  Kaffeost  kann auch tiefgekühlt werden.

## Eigenschaften
Ein Laib wiegt normalerweise zwischen 150 g und 500 g. Die Dicke liegt zwischen 1 cm und 5 cm, wobei die Breite nicht genau definiert ist da der Käse – vor allem wenn er nicht gebacken wird – tendenziell auseinander läuft.
In Abhängigkeit von der verwendeten Milch sowie ggf. dem Konservierungsverfahren weist der Käse folgende Eigenschaften auf:
- aus Rentiermilch, geräuchert:

Die Rinde ist hellgelb-bräunlich mit dunklerer Oberfläche und riecht nach Rauch. Der Teig hat ebenfalls einen rauchigen Geruch und schmeckt nach ungesalzener, reiner Milch mit rauchigen Noten. Die Konsistenz ist in kaltem Zustand gummiartig und quietschend, in warmem Zustand schmelzend und mit glatterer Textur.
- aus Ziegenmilch, getrocknet/unbehandelt:

Die Rinde ist weiß, der Teig hat einen milden, leicht säuerlichen Geruch und einen milden, leicht salzigen und leicht säuerlichen Geschmack mit Ziegennote. Im warmen Zustand treten Säure und Salzigkeit hervor. Die Konsistenz ist in kaltem Zustand schmelzend, in warmem Zustand viskos.
- aus Ziegenmilch, im Ofen gebacken:

Die Rinde ist weiß mit bräunlich-gelben Flecken, trocken und knusprig. Der Teig hat einen milden, milchigen, leicht säuerlichen Geruch mit Butter- und Karamellnoten. Er schmeckt leicht salzig und leicht säuerlich nach Molke und Karamell. Im warmen Zustand treten die leichte Säure, der leicht salzige Geschmack sowie die Karamelltöne hervor. Die Konsistenz ist in kaltem Zustand eher hart, in warmem Zustand schmelzend und gummiartig.
- aus Ziegenmilch, geräuchert:

Die Rinde ist weiß mit etwas dunklerer Außenrinde und einem Hauch von Rauch und Grillrauch. Der Teig riecht und schmeckt leicht säuerlich, salzig und rauchig. In warmem Zustand treten der Geschmack von  Säure, Salzigkeit und Rauch besonders hervor. Die Konsistenz ist in kaltem Zustand klebrig und leicht gummiartig, in warmem Zustand schmelzend.
- aus Kuhmilch, gebacken:

Die knusprige Rinde hat eine hellgelbe Grundfarbe mit dunklen Flecken und sichtbaren Käsekörnern. Der Geruch ist mild und erinnert an reine Milch. Der Teig hat einen Geschmack von reiner Milch mit einer leichten Süße. Im warmen Zustand wird die Süße des Käses etwas verstärkt. Die Konsistenz ist in kaltem Zustand elastisch, körnig und gummiartig, in warmem Zustand noch stärker gummiartig.
Der Käse hat einen Fettgehalt in der Trockenmasse von 25 bis 50 %, wobei der Fettgehalt bei der Herstellung aus  Ziegenmilch am niedrigsten und bei der Herstellung aus Rentiermilch am höchsten ist. Der Trockenmasseanteil liegt zwischen 40 und 70 %. Dem Käse wird höchstens 1 % Salz zugesetzt.

## Kennzeichnung und Handel
Die Erzeugung der Milch und des Käses einschließlich des Räucherns oder Backens müssen innerhalb des Herkunftsgebiets erfolgen. Der Käse darf vor dem Verkauf nicht außerhalb des Herkunftsgebiets eingefroren werden.

## Verwendung
Traditionell waren über weite Teile des Jahres Nahrungsmittel, die von im Freien arbeitenden Personen oder samischen Nomaden verzehrt wurden, leicht gefroren. Daher wurde kochende Brühe als Grundlage für die Ernährung verwendet und ihr alle möglichen, gerade verfügbaren Zutaten hinzugefügt; so auch Käse.
Als sich Kaffee vor mehreren Jahrhunderten in der Region verbreitete wurde dieser zu einer Alternative zur Brühe, und die Käsestücke wurden nun sowohl Brühe als auch Kaffee zugegeben. Die Praxis, Käsestücke in Kaffee zu geben, wurde beliebter; so entstand der heute als „Kaffeost“ bekannte Käse. Der Kaffee bringt den sehr neutral schmeckenden Käse zum Schmelzen, dieser entwickelt eine glatte und angenehme Textur und nimmt gleichzeitig einen feinen Kaffeegeschmack an.
Der allmähliche Übergang von der Zubereitung mit heißer Brühe zur Zubereitung mit gekochten Kaffee bedeutet auch, dass der Kaffee in der Region bis heute hauptsächlich gekocht wird, während er im übrigen Schweden nach kontinentalem Vorbild gebrüht wird.